# 石井五郎 (作曲家)
石井 五郎（いしい ごろう、1903年（明治36年）3月15日 - 1978年（昭和53年）1月22日）は、日本の作曲家。舞踊家石井漠の弟。作曲家の石井歓と石井眞木は兄・漠の息子である。

## 経歴
秋田県山本郡山本村（現・三種町）に生まれる。父は同村の村長であった。同地の小学校を出てから上京し、東京の大成中学校（現・大成高等学校）に入学する。同校卒業後、山田耕筰や成田為三のもとで和声学や対位法を学ぶ。1929年、第1回作品発表会を開催する。1930年、新興作曲家連盟の最初の会員となる。1931年に結婚する。1937年9月に渡欧し、主にパリやベルリンに遊学する。1938年7月に日本へ帰国する。
1939年（昭和14年）、毎日新聞音楽コンクールに「田園舞曲」で2位入選する。1940年（紀元2600年に当たる年）、「交響的序曲」で毎日新聞音楽コンクール1位入選する。同年、「建国賛歌」で紀元2600年記念NHK管絃楽懸賞に入選する。1942年、NHK厚生楽曲懸賞募集に「笛の踊」で入選する。1955年、文部省芸術祭管絃楽懸賞に「交響曲ニ調」で入選する。
この間の1944年、秋田県能代市に疎開する。1945年、秋田県立能代中学校（現・秋田県立能代高等学校）、能代女学校（後の秋田県立能代北高等学校）の音楽教師となる。1947年（昭和22年）、聖心学院や白百合保育園を創立、院長をつとめる。のち象潟町（現・にかほ市）に移転する。社会福祉法人白百合会理事長、象潟町教育副委員長などを歴任した。1950年（昭和25年）には、山本直忠、小山清茂、平井康三郎、金井喜久子、渡辺茂らと作曲家グループ「白濤会」を結成した。